# Pezzottait
Pezzottait (malinowy beryl) - odmiana berylu. Pezzottait został po raz pierwszy uznany za minerał przez Międzynarodowe Stowarzyszenie Mineralogiczne we wrześniu 2003 roku. Jest on odmianą cezową berylu, będącą krzemianem cezu, berylu, litu i glinu, o wzorze chemicznym Cs(Be2Li)Al2Si6O18. Nazwany na cześć włoskiego geologa i mineraloga Federico Pezzotta.  Pezzottait początkowo mylono z czerwonym berylem lub nową odmianą berylu (zwanej "berylem cezowym");  w przeciwieństwie do typowego berylu, pezzottait zawiera lit i krystalizuje w układzie trygonalnym, a nie heksagonalnym. 

## Właściwości
Zawiera cez, beryl, lit, aluminium, krzem i tlen; 
Posiada twardość mierzoną w skali Mohsa na poziomie 8, taką samą jak topaz; 
W przeciwieństwie do innych beryli ma układ krystalograficzny trygonalny, a nie heksagonalny; 
Wykazuje dwójłomność na poziomie od -0,008 do 0,011;
Jest półprzezroczysty albo przezroczysty; 
Posiada umiarkowany dichroizm, od różowo-pomarańczowego lub fioletowo-różowego do różowawo-fioletowego;
Posiada niską dyspersję wynoszącą 0,014;
Bardzo rzadko zdarzają się odmiany trapiche, jak w przypadku innych odmian beryli; 
Pezzottait ma zawsze głęboki kolor i nigdy nie jest bladoróżowy w przeciwieństwie do morganitu; 
Nie tworzy postaci bliźniaczych, ani nie jest luminescencyjny; 
Posiada lekko wykrywalną radioaktywność; 

## Występowanie
Są to najczęściej izolowane kryształy o nieregularnym kształcie wypełniające wnęki pomiędzy cleavelandytem, kwarcem i turmalinem. Występują praktycznie tylko w skałach magmowych głównie w pegmatytach i granitach. Oprócz kwarców i turmalinów współwystępują także z mikroklinem, danburytem i albitem. 

## Miejsce występowania
Po raz pierwszy zostały odkryte w 2003 roku w południowym Madagaskarze w druzach granitowych pegmatytów. Po raz pierwszy pojawił się na wystawie kamieni szlachetnych w Tucson w 2003 roku, dzięki czemu szybko stał się przedmiotem pożądanym przez kolekcjonerów kamieni szlachetnych i minerałów na całym świecie. Złoża w Madagaskarze zostały w większości wyczerpane. W 2004 roku Elaine Rohrbach podczas prac poszukiwawczych wzdłuż granicy Tajlandii i Mjanmy natrafiła na kolekcję bladoróżowych kryształów trapiche oraz fragmentów kryształów, które prawdopodobnie pochodziły z Birmy. Analiza laboratoryjna wykazała, że te kryształy zawierały rzadki minerał - pezzottait, który wcześniej potwierdzono występowanie wyłącznie na Madagaskarze i w Afganistanie. Następnie, w 2007 roku, kolejne odkrycia pezzottaitów miały miejsce w Khet Chal, regionie w Mogoku, Birmie. Kryształy birmańskie charakteryzują się płaskim i tabelarycznym kształtem oraz różnorodnym zakresem kolorów, który może obejmować odcienie od różowo-pomarańczowego do fioletowo-różowego. Pezzottait został stwierdzony także w Polsce (Piława Górna), Austrii, Czechach, Afganistanie oraz w Stanach Zjednoczonych (Maine, Emmons Quarry).

## Galeria

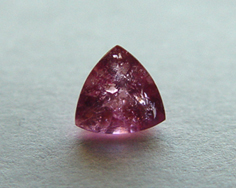
Szlifowany okaz Pezzottaitu

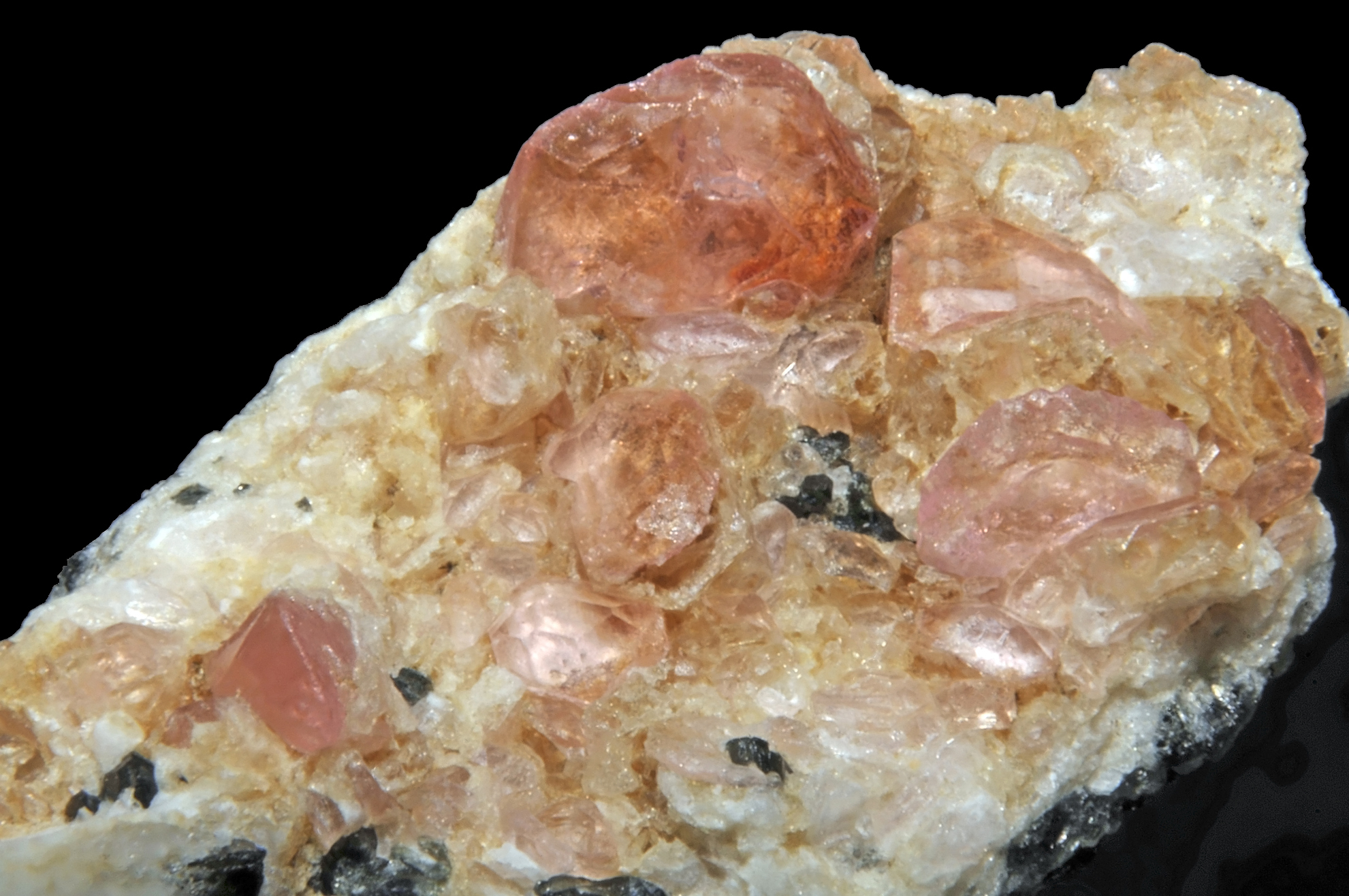
Pezzottait z Cyrkonem i Amazonitem z kopalni Sakavalana w Madagaskarze